# Neulles
Neulles település Franciaországban, Charente-Maritime megyében. Lakosainak száma 160 fő (2022. január 1.). Neulles Chadenac, Clam, Marignac, Neuillac és Saint-Germain-de-Lusignan községekkel határos.

## Népesség
A település népességének változása:
| Lakosok száma | 176  | 170  | 155  | 140  | 152  | 151  | 148  | 153  | 155  | 160  |
|               | 1968 | 1982 | 1990 | 2006 | 2013 | 2015 | 2017 | 2019 | 2020 | 2022 |